# Качалка на пружине
Качалка на пружине (также пружинная качалка) — приспособление для развлечения и спортивного развития детей, представляющее собой деревянное или пластиковое сиденье, установленное на большой металлической пружине. Устанавливается на детских площадках и других местах детского отдыха. Является достаточно недавним изобретением по сравнению с такими традиционными компонентами детских площадок, как качели, песочницы, горки и пр.
Выдерживает до 200 кг

## Описание
Сиденье обычно бывает изготовлено в форме животного (иногда транспортного средства типа велосипеда) и раскрашено. Когда ребёнок забирается и садится на сиденье, пружина начинает раскачиваться из стороны в сторону, и ребёнку приходится удерживать равновесие. Как правило, на сиденье имеются ручки, чтобы ребёнок мог держаться за них. Иногда имеется также подставка для ног.
Встречаются качалки с двумя или более сиденьями.

## История
Качалки на пружине были изобретены в начале 1970-х годов датским художником Томом Линдхардтом (1935—2007) из города Оденсе. Однажды одну из его красочных скульптур поставили во дворе дома, чтобы оживить серый городской пейзаж, и вскоре оказалось, что в большей степени, чем любоваться ею как предметом искусства, дети любят на ней играть. В 1970 году Линдхардт вместе с бизнесменом Гансом Фредериксоном основали компанию KOMPAN, которая стала заниматься оборудованием для детских площадок (название было придумано по сходству с датским словом дат. kumpan «друг, товарищ»). Постепенно компания вышла на международный рынок, а в 1996 году её контрольный пакет акций был куплен инвестиционной компанией KIRKBI INVEST. Первая коммерческая модель качалки была названа Spilophøne и была раскрашена в красный цвет. Впоследствии появились десятки других моделей.